# Кулинич, Сергей Анатольевич
Серге́й Анато́льевич Кули́нич (17 мая 1960) — советский и российский футболист, выступавший на позиции защитника, а также футбольный тренер.

## Карьера

### Клубная
Начинал профессиональную карьеру в футбольном клубе Запсибовец (Новокузнецк) в 1980 году. Состоял в ВЛКСМ. В 1982 перешёл в «Кузбасс», вместе с которым в тот же сезон поднялся из 2-й лиги в 1-ю. В 1985 году перешёл в днепропетровский «Днепр», в составе которого стал бронзовым призёром чемпионата СССР 1985 года. Также провел одну игру в еврокубках. Выступал за команды «Кайрат», «Металлург» Запорожье, «Шахтёр» Караганда и «Металлург» Новокузнецк. В 1992 уехал на Украину, где отыграл год за «Подолье» (Хмельницкий). В сезонах 1992/93 и 1993/94 играл в Венгрии за клуб 1-й лиги «Каба» (Хайдусобосло).
В 1994 играл за «Кайрат», в 1995 — за клуб «Цесна». В 1996 приехал в Россию, где провел 2 сезона за «Металлург-Запсиб».

### Тренерская
С 1999 по 2005 год и в 2010 году занимал различные посты в составе тренерского штаба клуба «Металлург-Кузбасс». В 2002 году под его руководством команда вышла в Первый дивизион, а в 2004 году благодаря усилиям Кулинича «Металлург-Кузбасс» не вылетел во Второй дивизион. 9 февраля 2011 года стал одним из помощников главного тренера клуба «Урал» Дмитрия Огая. 30 мая покинул команду.

## Достижения
«Днепр»
- 3 место в чемпионате СССР: 1985